# 小刀会
小刀会是中国清朝的一个民间秘密组织，最早记载见于乾隆七年（1742年）。主要在山东、安徽等地活动。最初成立是一些平民自备小刀，以求互保，与反清复明无关。例如1783年，發生於台灣的林貴民變即與小刀會有關。道光三十年（1850年），陈庆真在厦门成立作为天地会的一个分支的小刀会，后传入上海等地。成员包括游民、农民、工人及商人。

## 小刀会起义

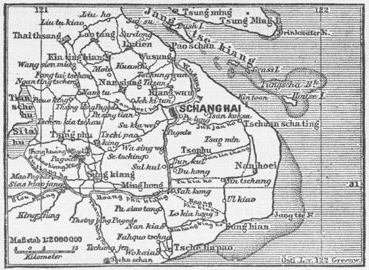
1883年的上海地图

### 小刀會背景與廈門小刀會
1853年（咸丰三年、太平天國三年）三月，太平天国占领南京。5月，福建小刀会的首领黄德美、黄威等在海澄率众起义，攻克漳州、同安、厦门、漳浦，击毙清总兵曹三祝。在厦门建立政权，黄德美任大统领，黄威任大元帅，黄潮为副帅，江源嫂为监军，使用“天德”年号。黄威以“汉大明统兵大元帅”名义宣布，在小刀会占领区内免除苛捐杂税；并派人去联系太平天国，计划与之联合，但未成。起义随后遭到清兵反击。于咸丰十月十一日退出厦门，又经历了五年的游击战后最终失败。

### 廈門小刀會入侵臺灣基隆
1853年11月，廈門小刀會與清軍作戰失利，遁海潛逃並竄入台灣基隆洋面。1854年7月，小刀會入侵基隆，時任台灣水師協參將李朝安率兵圍剿，利用基隆港口邊砲台（似為二沙灣砲台）擊退小刀會，此二沙灣砲台與廈門小刀會的入侵的事蹟，也被記錄在同年7月11日美軍阿波特上校率馬其頓號來基隆探查報告中（該美軍為馬修·培里部隊，關於此美國海軍資訊可詳見黑船來航）。 9月，小刀會再度入侵台灣北部基隆、蘇澳等港灣，最後成功佔領基隆並屯兵於獅球嶺。10月，清軍副將曾玉民率軍並與霧峰林家林文察一同前往分五路進攻獅球嶺，才徹底瓦解基隆小刀會勢力。

### 上海小刀會事件
1853年9月7日，上海小刀會（對外稱為“義興公司”）发动起义，计划和太平天国相会合。有广肇會館领袖廣東香山縣人刘丽川、上海青浦人周立春、周秀英、福建人陈阿林等。起义队伍中，广东人近半数。起义队伍攻进了上海县城，杀死上海县知县袁祖德，释放狱囚，活捉蘇松太道（上海道）道台兼江海关监督吴健彰（吴后来在美国美南浸信会传教士晏玛太的帮助下逃脱）。小刀会占领了上海县城和周边嘉定、青浦等地，总部设在今上海城隍庙旁豫园内的点春堂。建立“大明国”，刘丽川自任“大明国统理政教招讨大元帅”。后改名“太平天国”，并写信给洪秀全要求接受后者领导。

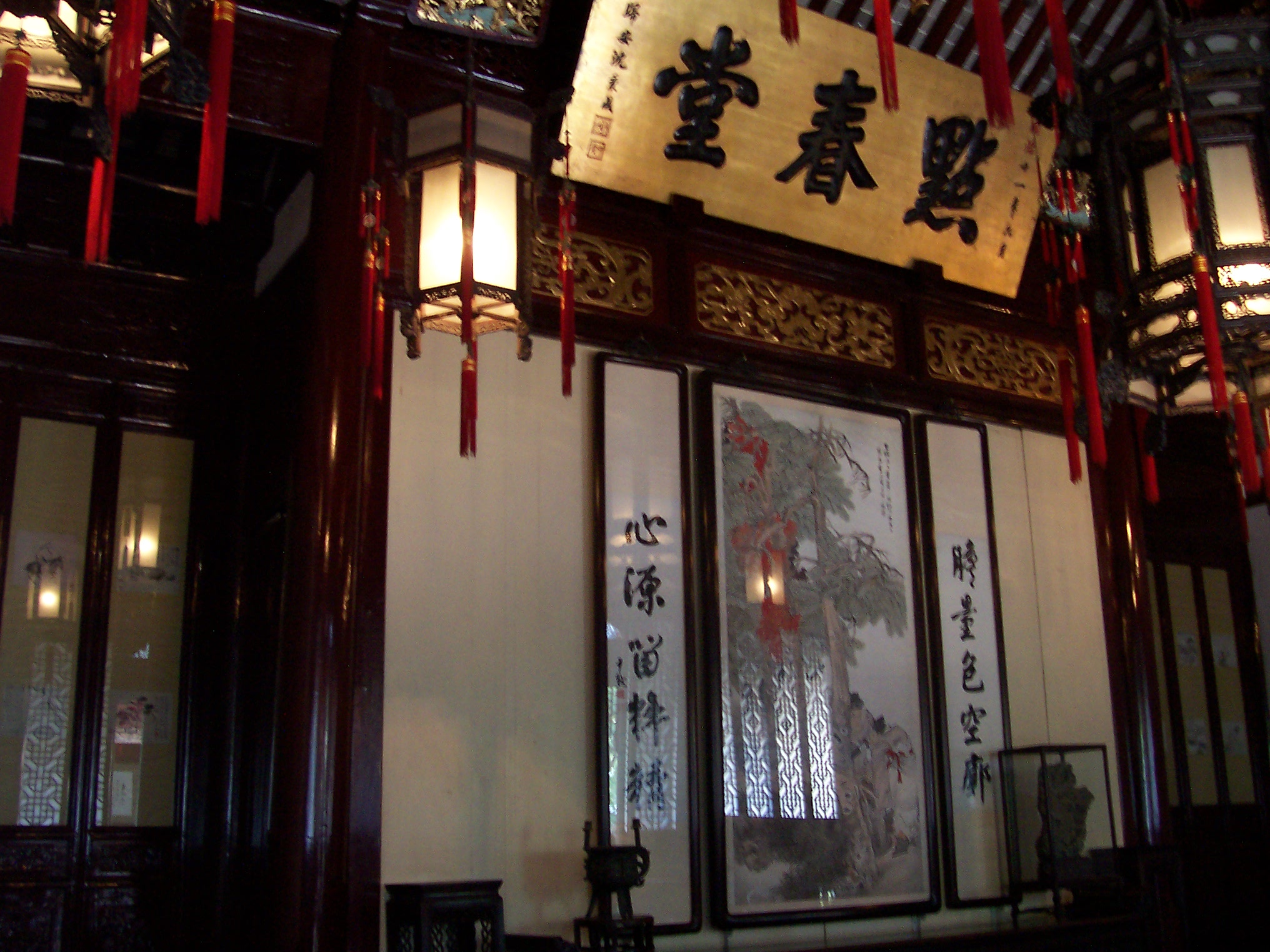
上海豫园点春堂，小刀会起义的指挥所

#### 保證上海租界安全
小刀会声明其目的是反清复明，并没有攻击租界或与洋人为敌；美国、英国、法国于是在小刀会和清廷的冲突中保持中立。租界裡的相对太平造成大量难民涌入租界。之前外国人可以在租界居住、经商，但“外人不得架造房舍租与华人”。由于小刀会运动，清政府失去了对租界的控制，外国人在租界内建造给中国人居住的房屋合法化，再加上太平天国使得江浙乡绅大量到上海逃难，租界内的洋人房地产商大量兴修出租住房和弄堂。由于这很快成了租界最主要的税收来源，租界当局对此鼓励。开始时主要是简易木板房，后来逐渐改成木结构加砖墙承重的方式建造起来的新式住宅：石库门建筑。石库门结合了中国传统的独户建筑和西洋的排联式2-3层结构，一幢楼可供多户人家租用，被称作“老石库门”。后来又发展出几进庭院形式的“新石库门”。

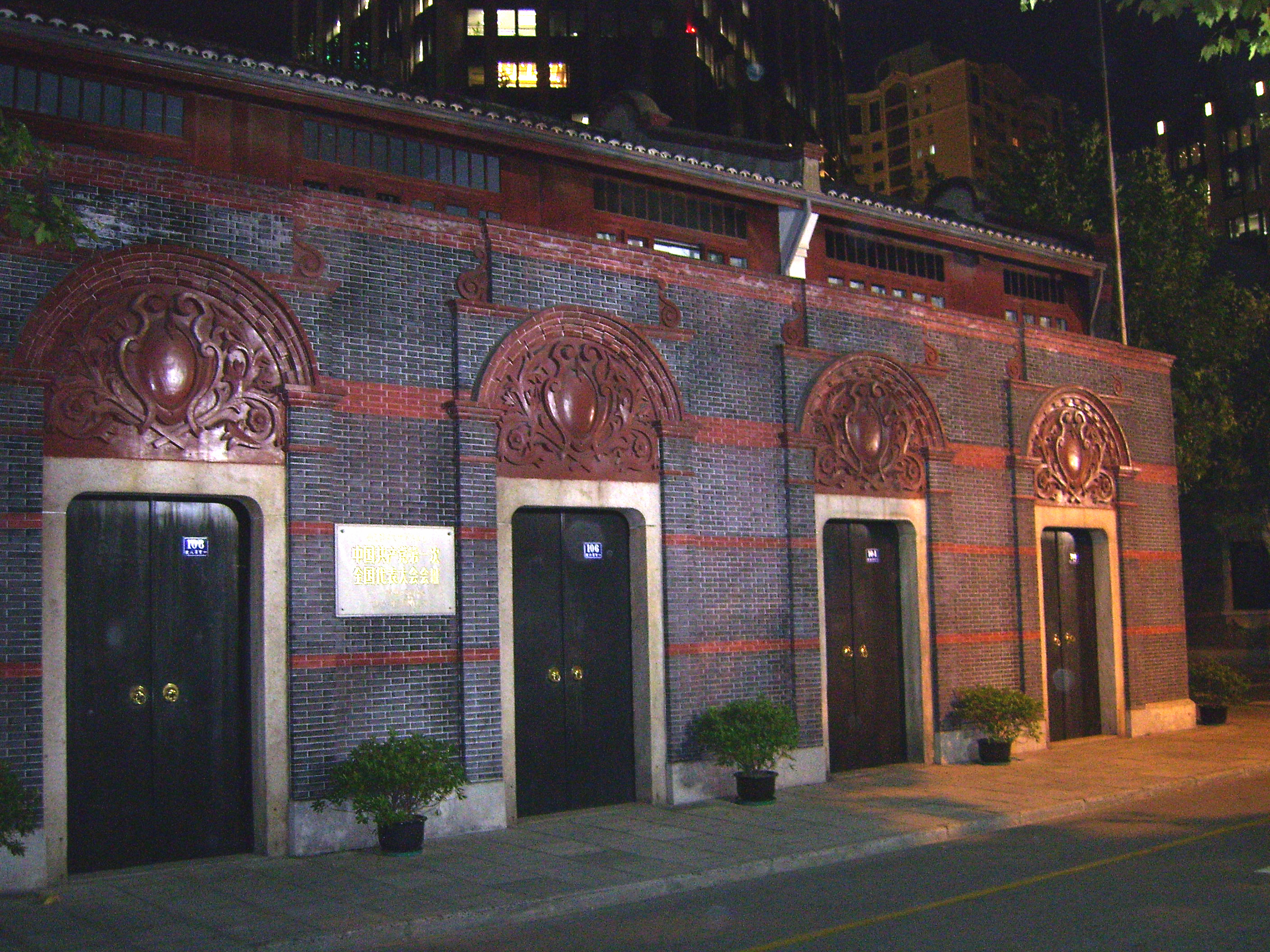
中共一大会址，一座石库门建筑

清廷从与太平天国对峙的江南大营抽调兵力，前往镇压，但久攻不下。小刀会的供给大多经由租界运输、购买。一些美国、英国的水手还自愿帮助小刀会作战。1854年4月3日英国海军陆战队、美侨上海地方义勇队與清军在位于今天的上海人民广场的泥城浜爆发武装冲突，小刀会趁机攻击清军，是为泥城之战。这场战斗以清军败北告终，清军死300余人，英美军仅死4人。

#### 清廷以利换取上海法軍支援
泥城之战之后上海道道台吴健彰到英国领事馆拜访，以出让上海海关和其他权益为条件，换取英、美、法对他们镇压小刀会的支持。法租界在和上海县城相交界的地方修筑了围墙，同时不许船只在上海县城靠岸。小刀会从此供给严重不足。同时小刀会的七个起义帮派内讧，广东帮和福建帮对立冲突。
1854年12月14日，法国方面的辣厄尔向小刀会宣战。1855年1月6日，法军用炮轰开城墙，清军攻进县城，史称“北门之战”。除夕，江寧知縣劉存厚令士兵攻破縣城，清軍湧入上海縣， 2月17日（正月初一），小刀会弹尽粮绝，刘丽川率众突围，次日到虹桥附近力战，被江蘇提督虎嵩林當場擊斃。一部分余部逃往镇江加入太平天国。陈阿林突围逃出后，搭船到香港，后转南洋中的泰國经商。
事后清军统帅吉尔杭阿奏请清政府奖励。咸丰帝下旨，赏辣厄尔、法国驻沪领事爱棠（Benoit Edan）绸缎各四卷，水师官兵白银一万两。

## 文艺作品
- 舞剧《小刀会》及其同名舞台剧电影

## 小刀會成員
- 李石
- 林恭
- 陈庆真
- 劉麗川
- 周秀英
- 陳阿林
- 周立春
- 徐耀
- 郭萬淙
- 鄭光彩
- 陳旺
- 魏东
- 揚骨
- 潘啟祥